# Galloperdrix lunulée
Galloperdix lunulata
Espèce
Statut de conservation UICN

 LC  : Préoccupation mineure
La Galloperdrix lunulée (Galloperdix lunulata) est une espèce d'oiseaux de la famille des Phasianidae.

## Distribution
Cet oiseau vit en Inde : de l’est du Rajasthan à l’ouest du Bengale, au nord, jusqu’à Tamil Nadu et Kerala au sud.

## Habitat
À la différence de la galloperdrix rouge, la galloperdrix à lunules affectionne les endroits rocailleux, caillouteux, garnis d’un maigre gazon et d’arbustes épineux xérophiles : Acacia, Mimosa, Bridelia. On la rencontre aussi dans les étendues de bambous, toujours en dessous de 1000 m (Hennache & Ottaviani 2011).

## Alimentation
Elle recherche sa nourriture en fourrageant le long des torrents, au pied des pentes ou dans les bois secs. Son régime est composé de graines, tubercules, baies ou autres fruits, et insectes, dont des termites (Hennache & Ottaviani 2011).

## Mœurs
C’est une espèce farouche, difficile à voir. En cas d’alerte, elle préfère courir et sauter de rocher en rocher plutôt que de s’envoler, ce qu’elle fait en dernier ressort et toujours sur une courte distance, si elle ne peut pas se cacher dans un trou ou dans une fissure rocheuse.
Cette galloperdrix vit en couple ou en groupe familial (Madge & McGowan 2002, Hennache & Ottaviani 2011).

## Voix
Le chant est mal connu. Les quelques descriptions qui en ont été faites sont contradictoires, proche du chant des coqs sauvages pour les uns, tout à fait différent pour les autres.

## Nidification
Cette espèce est probablement monogame mais ceci n’a pas été confirmé. La nidification a lieu pratiquement toute l’année avec des variations géographiques liée au climat. Le nid est une simple excavation creusée à la base d’un rocher, entre les racines d’un arbre ou dans une touffe de bambous ; elle est garnie de quelques débris végétaux, feuilles ou tiges herbacées. La femelle couve seule mais le mâle participe à l’élevage des jeunes (Madge & McGowan 2002, Hennache & Ottaviani 2011).

## Statut, conservation
Cette espèce n’est pas menacée en raison de sa large répartition et de ses préférences d’habitat. Elle semble de plus capable de s’adapter à des habitats secondaires. Des études plus complètes sur son écologie seraient bienvenues.